# NK Borinci Jarmina
Nogometni klub Borinci Jarmina nogometni je klub iz Jarmine, mjesta u Vukovarsko-srijemskoj županiji koje se nalazi sjeverozapadno od Vinkovaca.
Trenutačno se natječe u Međužupanijskoj nogometoj ligi Osijek – Vinkovci.

## Povijest
Klub je osnovan 1949. godine pod imenom NK Ivančica. Od 1955. godine nosi ime NK Partizan, a sadašnje ime nosi od 1960. godine.
Za Borince je od 1969. do 1972. godine igrao Petar Bručić, koji je ovdje napravio prve nogometne korake.
Dosad najveći uspjesi kluba su osvajanje 1. ŽNL (sezona 2019./20.) i osvajanje Nogometnog kupa Vukovarsko-srijemske županije 2021./22., a time mjesto u Hrvatskom nogometnom kupu 2022./23.
Dana 31. kolovoza 2022. godine Borinci Jarmina pobijedili su u Bukovlju Slavonac Bukovlje s 0:2 i time osigurali šesnaestinu finala Hrvatskog nogometnog kupa protiv zagrebačkog Dinama. Ta utakmica igrala se 27. rujna 2022. godine u Jarmini, a zagrebački Dinamo pobijedio je s 0:4.